# Vienna (kaninras)

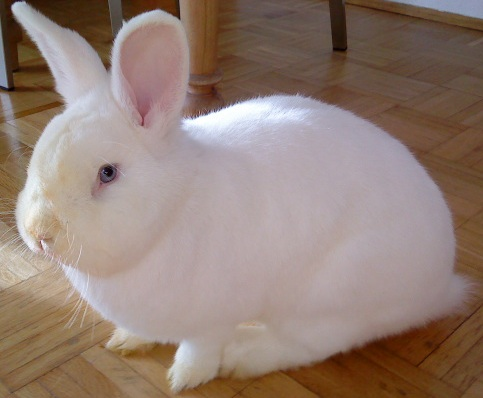
Vienna.

Vienna är en kaninras från Österrike. Rasen är godkänd i färgerna vit, viltbrun och blå. Den är medelstor och välmusklad, och väger mellan 3,2 och 4,1 kg. Vita kaniner av rasen har blå ögon, de viltbruna och blå kaninerna har svarta eller hasselbruna ögon. Öronen är upprättstående. Vienna är en foglig ras, men rekommenderas inte för oerfarna kaninägare på grund av sin storlek. Rasens bakdel väger mycket och måste stöttas ordentligt för att inte ryggraden ska skadas.